# White Rock (Colombie-Britannique)
Pour les articles homonymes, voir White Rock.
White Rock est une cité de la Colombie-Britannique qui fait partie du district régional du Grand Vancouver. 
Le nom de la municipalité provient d'un grand rocher blanc (white rock en anglais) qui se trouve sur l'une de ses plages.
|  |

## Démographie
| 2001   | 2006   | 2011   | 2016   |
| ------ | ------ | ------ | ------ |
| 18 250 | 18 755 | 19 339 | 19 952 |